# 合成洗剤

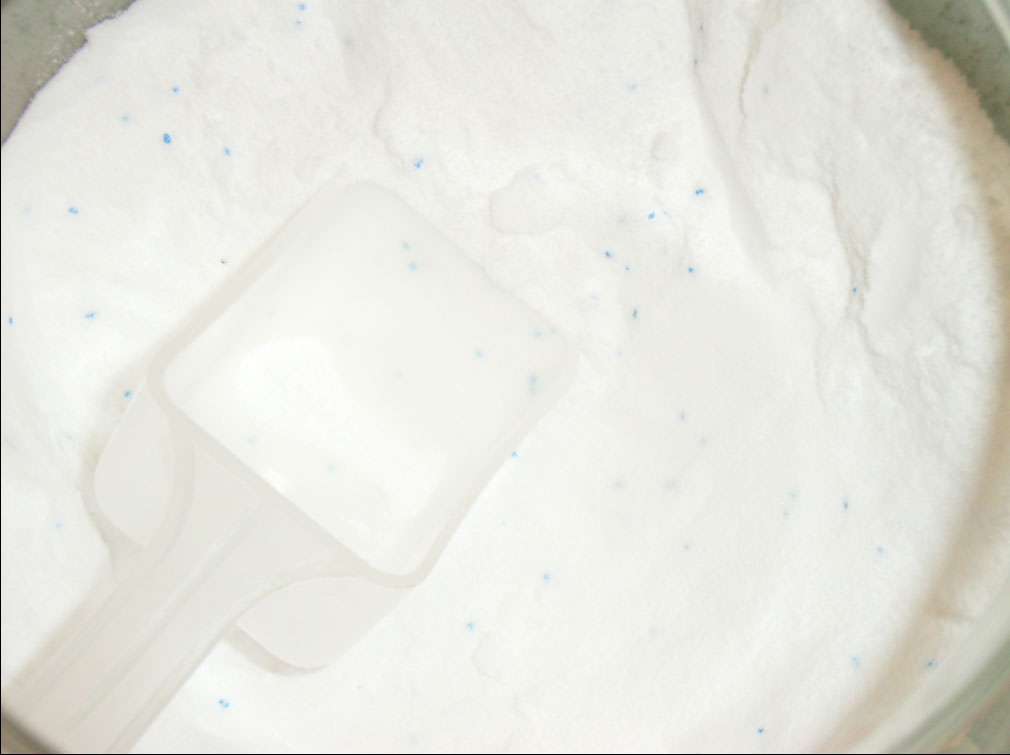
粉末合成洗剤の一例。

合成洗剤（ごうせいせんざい）とは、石鹸などと同様、水と洗濯物の汚れの馴染みを良くすることで洗濯の汚れ落ちを良くするための界面活性剤であるが、石油や油脂を原料として化学合成されたもので、石鹸とは化学的な組成の異なる洗剤である。石鹸より水溶性に優れ、洗浄力が強く、石けんカスが発生しないため、洗濯機の普及とともに洗濯用洗剤として広まった。なお、日本では家庭用品品質表示法の適用対象となっており、雑貨工業品品質表示規程に定めがある。

## 歴史
第一次世界大戦中のドイツで開発されたといわれている。兵士の制服を洗う需要が拡大する一方、油脂不足で石鹸の調達が難しくなったことから、石鹸の代用品となる物質が研究され、石油から作る合成洗剤が開発された。
日本では、1937年（昭和12年）にウール用中性洗剤（第一工業製薬の「モノゲン」）が初めて発売され、第二次世界大戦以降の1952年（昭和27年）、花王（当時・花王石鹸）から日本初の弱アルカリ性合成洗剤「花王粉せんたく」（後の「花王・ワンダフル」）が登場以降石鹸に代わって広く普及するとともに、水質汚染などの問題点も生じた。

## 環境への影響
かつての水環境問題点
- 発売当時の日本は下水道普及率が低く、廃水が下水処理されないまま河川に流れたため、分解しにくい成分の分枝鎖型アルキルベンゼンスルホン酸ナトリウム（ABS）が水中に長く残り、河川や湖沼で発泡がみられた。このABSは、プラスチックの一種であるABS樹脂とは何ら関係無い。
- 硬水のカルシウム分の影響を抑えるため、リン酸塩が含まれている洗剤（これは石鹸でも同じ）は、肥料として働き、池や河川の水の富栄養化、すなわち水草の過剰な繁殖による水質悪化の原因のひとつになった。

このため、環境負荷の少ない製品開発の研究が進められ、1970年（昭和45年）頃には、ABSはより環境負荷の少ない直鎖アルキルベンゼンスルホン酸ナトリウム（LAS）に置き換えられた。1980年（昭和55年）前後には、リン酸塩の替わりにゼオライトや酵素（プロテアーゼ、リパーゼ、アミラーゼ、セルラーゼなど）を使う技術が開発され、合成洗剤は無リン化された。なお、環境に排出されるリンのうち洗剤由来は10数%と低かったが、排出可能という点からの無リン化へ自主的に進んだ。無リン化後も従来の生産設備をそのまま使っていたため、微量のリン酸塩が検出されることがあった。このため、パッケージにはその旨の断り書きがあった。
石鹸に比べて自然環境での生分解性が悪く、水質汚濁の原因物質であると指摘されているため、合成洗剤よりも石鹸を使用することを奨励している自治体もある。その一方で、下水処理施設が整備された環境では、石鹸と合成洗剤の環境負荷には大差がないとする論文もある。
1997年（平成9年）の東京都環境科学研究所による報告によれば、石鹸は全般的にみて最も毒性が低いと報告されている。
1999年（平成11年）に公布されたPRTR法は、有害性の選定基準に基づき、有害性があり環境を汚染している第1種指定化学物質を354種指定して、その扱いを管理し環境中に排出する量を毎年届出することを原則義務付けた。その354種には6種類の合成洗剤成分（LAS、AO、DAC、AE、OPE 、NPE）が含まれている。
- LAS = 直鎖アルキルベンゼンスルホン酸及び塩
- AO = N,N-ジメチルラウリルアミン=N-オキシド
- DAC = ビス水素化牛脂ジメチルアンモニウムクロライド
- AE = ポリオキシエチレンアルキルエーテル
- OPE = ポリオキシエチレンオクチルフェニルエーテル
- NPE = ポリオキシエチレンノニルフェニルエーテル

これらの成分の選定理由は水生生物の生態毒性の程度に基づいている。
これまで石鹸や複合洗剤を推奨してきたコープネットではデータを見直し、次のような見解を述べている。
- どんな洗剤でも環境中に直接排出されれば環境に負荷をあたえる。洗剤の界面活性剤は、種類によって「有機物汚濁」「生分解性」「水生生物への影響」などの環境影響評価では優れた面と劣る面を持っており、すべての面で優れた界面活性剤はない。
- 洗剤は環境中、下水道に排出される化学物質の中では量の多いものの一つ。どの界面活性剤を主成分とする洗剤でも、使用量を減らし排出量を減らすことが大切。また、洗濯廃水を含めて、生活排水を全体として減らす取り組みが重要。

一方、合成洗剤の追放運動を継続している農協・漁協・生協は、1981年（昭和56年）に協同組合石けん運動連絡会（協石連）を組織して、毎年4月にシャボン玉フォーラムを全国各地で開催し、毎年7月をシャボン玉月間として、現在も石鹸の利用を呼びかけている。

## 日本における変遷

### 合成洗剤の登場から社会問題化まで
日本では電気洗濯機とその用品である衣料用合成洗剤の普及自体が、太平洋戦争後になってからであり、とりわけ1950年代頃までは、一部の上流家庭で使われるのみだった。このため、深刻な水質汚染に直結はしなかった。
しかし1960年代に入って高度成長期を迎え、一般家庭の生活様式も一変し、カラーテレビ、電気冷蔵庫とともに電気洗濯機が爆発的に普及した。しかし、日本では大都市である東京都や大阪府も含め、下水道の普及が他の先進国より遅れていたため、家庭から出る洗濯洗剤廃液が垂れ流された結果、各河川の下流域で山のような泡が発生するなど、洗濯洗剤による水質汚染が社会問題化した。
これが上記の合成洗剤追放運動に繋がったが、一方で全国送電網完遂などを背景に洗濯機と合成洗剤の需要は右肩上がりの状況で、全国的には社会問題となりつつも合成洗剤の需要は減るどころか急激に増える一方であった。当時、日本にとって高度経済成長は“敗戦国”から“一流国”に復活するための瀬戸際であり、大量消費生活が奨励されていた。政府や都道府県、自治体もこれらの販売を抑制してまで対策を講じようとはしなかった。

### 環境負荷改善への取り組み
上記のような背景があったことから、むしろ、消費者を敵に回してはならぬということで、日本では合成洗剤の改良が世界に先駆けて、メーカーの技術開発努力として強力に推し進められていった。今日の合成洗剤の“常識”とされているこれらの点のほぼ全てが、日本で開発された技術である。特に力を入れていたのがライオン油脂であった。
ライオン「ダッシュ」(第1期)
1967年（昭和42年）発売。主要となる界面活性剤を、生分解しにくいABSに代えて、よりたやすく生分解されるアルファオレフィンスルホン酸ナトリウム（AOS）系に変更した。
ライオン「せせらぎ」
1973年（昭和48年）発売。助剤であるリン酸塩を廃したが、洗浄力の低下が著しく、評価が低かった。さらに同年に発生したオイルショックの影響で、合成洗剤自体がパニックによる買い占めから品薄となり、洗濯石鹸の緊急出荷で不足する需要分を補ったという背景により、発売から3ヶ月で販売中止となってしまった。
P&G「無リン全温度チアー」
1977年（昭和52年）発売。1973年（昭和48年）に日本法人を設立して本格的に進出を始めたP&Gが最初に直面した問題が日本における合成洗剤忌避の声であった。そこでアメリカで開発された商品である。助剤としてリン系化合物に代えて水質汚濁を及ぼさないゼオライトを使った。世界で二例目の商品。しかしやはり洗浄力の低下は覆い難く、当初「アメリカ製の高性能洗剤」として日本市場に割って入った「チアー」は後述の「トップ」の登場後は後塵を拝することになる。
ライオン「無リントップ」
1980年（昭和55年）発売。リン系化合物に代わる助剤として酵素を使用した世界初の合成洗剤として発売された。有リン洗剤に勝る洗浄力を持つとしてたちまち市場を席巻し、競合他社も早期に無リン化を推し進めることになった。その後、「トップ」は同社の洗濯用合成洗剤のトップブランド名となる。

### 「体質改善」から「減量」へ
1980年（昭和55年）、ロンドン海洋投棄条約批准に伴う水質汚濁防止法改正により、事実上、家庭用有リン洗剤は販売できなくなり、「洗浄能力を保ったまま洗剤の環境負荷を下げる」という方向での改善の試みは一段落した。一方、「洗剤の使用量を減じて洗濯排水中の洗剤成分量を減らす」という試みも進められていたが、1975年（昭和50年）にライオンから、使用量を従来の標準的な水30 Lあたり40 gから25 gに減じた「スパーク25」が発売され、競合他社も同等品を発売した。しかし、当時の技術では完全無リン化と並行してのコンパクト化には限界があり、少量ながらリン系化合物を助剤として使っていたため、無リン合成洗剤のブーム下で主流とはならなかった。
コンパクト洗剤は今のエコロジーブームの傾向が現れ始めた1980年代後半に主流となる。この時期、従来の脱水機能を持たない単機能洗濯機や二槽式洗濯機に代わり、全自動洗濯機が急速に台頭し始めた。しかし、全自動洗濯機は基本的に洗濯中の洗濯槽が不透過の蓋で隠れており、さらに単機能洗濯機や二槽式と異なり、見えている洗濯槽の外側が実際の水槽となるため、溶け残りの洗剤カスによる不衛生が二槽式洗濯機よりも深刻となった。また、パルセーター（撹拌翼）駆動用と脱水用に同一のモーターを使い、ギアとクラッチで回転数を変える都合上、高回転化に限界があり、脱水能力が二槽式よりも落ちたため、特に部屋干しなどをした際に洗剤の除去が不充分な際に出る悪臭も問題となるようになった。使用水量が二槽式よりも多いこともこれに拍車をかけた。
これら全自動洗濯機の特徴から、「使用量が少なく、溶け残りの心配がなく、かつ洗浄力は従来通り」というコンパクト洗剤の需要が高まっていった。
花王「アタック」(第2期)
1987年発売。助剤を改良してその分量を減らすことで、使用量を同社の従来である「ザブ」「ニュービーズ」に比べて1/4に減量。「無リントップ」以降停滞が続いていた衣料用合成洗剤のブレイクスルーとなり、合成洗剤では真っ先に商品化に成功していながら技術改良でライオンの後塵を拝していた花王がシェアトップに返り咲くきっかけとなった。これ以降、コンパクト洗剤が日本における衣料用合成洗剤の主流となる。
ライオン「全自動用ダッシュ」(第2期)
1989年（平成元年）発売。「アタック」の翌年にコンパクト化した「Hiトップ」を発売したライオンだったが、後発の不利を覆すには至らなかった。そこで、より水への溶解性を重視し、「すすぎは1回、節約コースで」をキャッチコピーに、かつて低公害型合成洗剤のはしりとなった「ダッシュ」の商標名で発売した。以降、市販の合成洗剤は市場の9割を占めるまでになった全自動洗濯機に特化していく。

### 石油系合成洗剤に先んじていたソフト系洗剤
※ここで言う「ソフト」とは、動物繊維衣類やおしゃれ着などを指すソフト着の意味で、生分解性の度合いによって分類されるソフト/ハードではない。
弱アルカリ性の合成洗剤や洗濯石鹸では、羊毛や絹などの動物性繊維による布・糸を洗濯すると、自身が持つ油脂分まで分解してしまい、生地が縮んでしまったり、激しい褪色を伴ったりする、という欠点があった。この為、従来はこれらの洗濯はぬるま湯で石鹸・洗剤の類を使わず洗うか、ドライクリーニングを利用するしか無かった。これらに対応できる洗剤として、中性かつ界面活性剤の分量を少なくし、これらのソフト着洗に対応した商品が発売された。
これらは界面活性剤の主原料に、石油系油脂ではなく、高級アルコールを使用していることが特徴としてあげられる。また、石油系合成洗剤に多い蛍光剤は、含まれていない。
洗濯機は激しい水流でやはりこれらの刺激に弱い素材を傷つけてしまうため、手洗いが一般的だった。このため、液体で、少量使うスタイルで発売された。後にマイコン制御の洗濯機の登場によってソフト着洗も洗濯機で可能になったが、これらの商品は現在に至るまで液体が主流である。
実際には、日本での登場は石油系合成洗剤より先で、太平洋戦争(大東亜戦争)前に発売されていた。
花王「エキセリン」
1938年（昭和13年）発売。高級着用洗剤として発売された。当初は粉末だったが、戦後、液体タイプが発売され、主流となった。ライオンの「アクロン」に対抗して、改良型の「エキセリンU」、コンパクト化した「エキセリン1/2」を発売するが、後に植物系原料の「エマール」に統合され、消滅した。

### 石油系原料から植物系原料への転換
合成洗剤が主流となる前、石鹸の主要な原料は動物性油脂だったが、アブラヤシから採取されるパーム油も使われていた。これを合成洗剤の原料にするという試みは早くから為され、1970年代にはすでに商品化されている。しかし、石油系合成洗剤に比べると洗浄能力はどうしても落ち、加えて当初、合成洗剤忌避に対するニッチ市場向けに展開したため、助剤も効率のよいものが使えず、限られた需要だった。
1990年代後半から起こったエコロジーブームにより、それまでの石油系合成洗剤ブランドも、「自然と共存」「環境に優しい」をキーワードに、原料を石油とするLASから植物性のアルファスルホ脂肪酸エステル（MES）へと代えるようになった。
登場当初は評価された石油系合成洗剤の植物性原料への転換だったが、実際には油脂を採取するヤシが、熱帯雨林の荒廃（森林破壊）を助長するプランテーションによって栽培されており、現在では水質保全や二酸化炭素の排出量削減の面からも、環境保護への貢献度には疑問符がついている。
ライオン「植物原料スパーク」(第2期)
1995年（平成7年）発売。当初、「トップ」とは別ブランドのコンパクト洗剤として復活していた「スパーク」のブランドで発売。しかしブランドの訴求力が弱く、1998年（平成10年）に一旦製造中止。その後、2001年（平成13年）、「トップ」（全く同一の商標としては1956年〈昭和31年〉、1979年〈昭和54年〉に継いで3代目）に引き継がれた。
サラヤ「ヤシノミ洗剤 洗たく用」
2001年（平成13年）発売。サラヤは業務用厨房用植物系合成洗剤の「ニューサラヤSS」を1971年（昭和46年）に発売し、その後も家庭用に「ヤシノミ」ブランドで食器洗い用の「ヤシノミ洗剤」を製造販売しており、この年に粉末植物系洗濯用合成洗剤を発売し、市場に参入した。後に商標を「ヤシノミ洗たく洗剤」に変更している。
ヤシノミ洗剤は環境保全もさることながら、合成香料や着色料が無添加で、人体への悪影響がないことをより前面に押し出している。
花王「エマール」(第2期)
1995年（平成7年）発売。ソフト着洗い。それまでの「エキセリン」シリーズの後継商品として、原料を工業用アルコールから植物性に変更して発売された。

### 洗濯用液体洗剤
石油系の洗濯用液体洗剤は古くから存在しているが、日本では縦置きの渦巻き式洗濯機が主流だったこともあり、長年特異な存在だった。ほとんど唯一継続して発売していたP&Gでも、日本では自社の「チアー」を、粉末洗剤では対応できない酷い汚れ用の強力洗剤と位置づけていた。これらの用途では、洗濯機で洗濯する前につけ置きすることが多かったので、洗濯液に溶かす手間が少ない液体洗剤が好まれたためである。一方、P&Gの発祥であるアメリカでは、古くからドラム式洗濯機が普及していたため、少ない量の水に素早く溶ける洗剤として普及していた。
P&G「ボーナス」
1976年（昭和51年）日本での発売。日本国内では粉末洗剤では対応できない酷い汚れに対応するための強力洗剤という位置づけだった。改良と商標変更を経て、2002年（平成14年）、「ボールド」「アリエール」を後継とし販売終了。
ライオン「液体トップ」
1984年（昭和59年）発売。国産液体洗剤の先駆けはやはり「トップ」だったが、「ボーナス」同様頑固汚れに対する部分洗い用として認識されるにとどまった。現在の液体「トップ」シリーズは、コンパクト洗剤「Hiトップ」の液体版である1990年（平成2年）発売の2代目以降の商品である。
P&G「アリエール ジェルウォッシュ」
2000年（平成12年）発売。日本では売れないと言われていた液体洗剤の中で、初めて同系統の粉末洗剤を上回った商品。背景には、この頃洗濯機の予約タイマー機能が一般化していたが、粉末洗剤では予約用洗剤ボックスに溶け残ることが多かったことが挙げられる。その後、日本でもドラム式洗濯機が普及したことにより、2011年（平成23年）に初めて市場全体で液体洗剤が粉末を上回ったとされる。

## 人の健康への影響
1970年7月、厚生省は中性洗剤（合成洗剤）を飲み込んだ場合、肝臓や腎臓に障害を起こす恐れがあるため、子供のシャボン玉遊びに使わないよう通達を出した。しかしながら1971年、学習研究社『こどものかがく』7月号の付録にABSが含まれたシャボン玉液が用いられ、誤飲した子供に声のつぶれ、吐き気、顔がかぶれるといった症状が出た。厚生省は学習研究社の担当を呼び出し注意を与えた。
現在、合成洗剤は石鹸と同様、通常使用ならびに予見できる誤使用・誤摂取において問題を生じることは少ないが、依然として、“洗剤は毒である”とか、“環境を著しく汚す”といった情報が世の中に流されている。合成洗剤には毒性があり人体に危険とする市民団体や労働組合などが合成洗剤不買運動がみうけられるが、過去に問題提起された点を根拠としている。
肌荒れや脱毛、アトピー性皮膚炎の原因物質であるとする説もある一方で、低刺激性の合成洗剤を使用すれば問題ないとする説もある。一方でアルカリ性である石鹸よりも合成洗剤のほうが肌荒れしにくい人もいる。また一般に合成洗剤のほうが石鹸よりすすぎ性がよいため、残留した洗剤による皮膚炎の場合には合成洗剤から石鹸に換えると症状が悪化する場合もある。